# Nazionale femminile under 19 di calcio dell'Italia
La nazionale femminile under 19 di calcio dell'Italia è la rappresentativa calcistica femminile dell'Italia formata da giocatrici al di sotto dei 19 anni, ed è posta sotto l'egida della Federazione Italiana Giuoco Calcio.

## Piazzamenti agli Europei under 19
- 1998: Fase a gironi (Under-18)
- 1999: Terzo posto  (Under-18)
- 2000: Non qualificata (Under-18)
- 2001: Non qualificata (Under-18)
- 2002: Non qualificata
- 2003: Fase a gironi
- 2004: Semifinale
- 2005: Non qualificata
- 2006: Non qualificata
- 2007: Non qualificata
- 2008: Campione
- 2009: Non qualificata
- 2010: Fase a gironi
- 2011: Semifinale
- 2012: Non qualificata
- 2013: Non qualificata
- 2014: Non qualificata
- 2015: Non qualificata
- 2016: Non qualificata
- 2017: Fase a gironi
- 2018: Fase a gironi
- 2019: Non qualificata
- 2020 - 2021: tornei annullati a causa della pandemia di COVID-19
- 2022: Fase a gironi
- 2023: Non qualificata
- 2024: Non qualificata
- 2025: Semifinale

## Palmarès
- Campionato europeo femminile under 19 di calcio: 2008

## Tutte le rose

### Europei
Campionato d'Europa femminile under 19 UEFA 20081 Buiatti, 2 Crespi, 3 Gama, 4 Pisano, 5 Rosucci, 6 Sampietro, 7 Bonometti, 8 Barreca, 9 Marchese, 10 Parisi, 11 Gueli, 12 Penzo, 13 Rodella, 14 Bartoli, 15 Bussu, 16 Fusetti, 17 Bonetti, 18 Lotto, P Schroffenegger, D Vitale, CT: Corradini
Campionato europeo femminile under 19 di calcio 2022
Lista delle 20 convocate dal selezionatore Enrico Sbardella per gli Europei di categoria, organizzati in Repubblica Ceca dal 27 giugno al 9 luglio 2022.
| 1  | P | Beatrice Beretta      | 1º luglio 2003    |  |  | Tavagnacco |  |  |
| 22 | P | Astrid Gilardi        | 19 febbraio 2003  |  |  | Inter      |  |  |
|    |   |                       |                   |  |  |            |  |  |
| 15 | D | Elena Battistini      | 10 agosto 2003    |  |  | Roma       |  |  |
| 2  | D | Sofia Bertucci        | 30 luglio 2004    |  |  | Juventus   |  |  |
| 4  | D | Marika Massimino      | 5 dicembre 2003   |  |  | Roma       |  |  |
| 5  | D | Angela Passeri        | 21 luglio 2004    |  |  | Inter      |  |  |
| 6  | D | Alice Pellinghelli    | 17 giugno 2003    |  |  | Sassuolo   |  |  |
| 3  | D | Chiara Robustellini   | 30 luglio 2003    |  |  | Inter      |  |  |
|    |   |                       |                   |  |  |            |  |  |
| 20 | C | Giorgia Arrigoni      | 4 ottobre 2004    |  |  | Parma      |  |  |
| 18 | C | Erin Cesarini         | 1º aprile 2005    |  |  | Lazio      |  |  |
| 14 | C | Anastasia Ferrara     | 24 ottobre 2004   |  |  | Roma       |  |  |
| 19 | C | Matilde Pavan         | 12 giugno 2004    |  |  | Inter      |  |  |
| 16 | C | Eva Schatzer          | 16 gennaio 2005   |  |  | Juventus   |  |  |
| 13 | C | Emma Severini         | 18 luglio 2003    |  |  | Roma       |  |  |
|    |   |                       |                   |  |  |            |  |  |
| 10 | A | Nicole Arcangeli      | 23 ottobre 2003   |  |  | Juventus   |  |  |
| 9  | A | Chiara Beccari        | 27 settembre 2004 |  |  | Juventus   |  |  |
| 17 | A | Alice Ilaria Berti    | 31 agosto 2003    |  |  | Sampdoria  |  |  |
| 7  | A | Alice Corelli         | 28 novembre 2003  |  |  | Roma       |  |  |
| 8  | A | Victoria Della Peruta | 21 marzo 2004     |  |  | Pomigliano |  |  |
| 11 | A | Elisa Pfattner        | 26 maggio 2004    |  |  | Juventus   |  |  |

Campionato europeo femminile under 19 di calcio 2023

Lista delle 20 convocate dalla selezionatrice Selena Mazzantini per gli Europei di categoria, organizzati in Portogallo dal 3 al 9 aprile 2023.
| 1  | P | Viola Bartalini              | 28 aprile 2005    |  |  | Fiorentina |  |  |
| 22 | P | Emma Mustafic                | 11 ottobre 2006   |  |  | Juventus   |  |  |
|    |   |                              |                   |  |  |            |  |  |
| 4  | D | Azzurra Gallo                | 20 maggio 2006    |  |  | Juventus   |  |  |
| 16 | D | Leda Gemmi                   | 25 giugno 2006    |  |  | Milan      |  |  |
| 3  | D | Elena Cristina Pizzuti       | 11 settembre 2006 |  |  | Roma       |  |  |
| 5  | D | Nadine Sorelli               | 2 febbraio 2005   |  |  | Milan      |  |  |
| 2  | D | Martina Viesti               | 31 dicembre 2006  |  |  | Roma       |  |  |
| 13 | D | Paola Zanini                 | 14 febbraio 2005  |  |  | Milan      |  |  |
|    |   |                              |                   |  |  |            |  |  |
| 6  | C | Giada Catena                 | 29 dicembre 2006  |  |  | Roma       |  |  |
| 10 | C | Erin Maria Patrizia Cesarini | 1º aprile 2005    |  |  | Milan      |  |  |
| 15 | C | Valentina Donolato           | 28 febbraio 2006  |  |  | Milan      |  |  |
| 8  | C | Eva Schatzer                 | 16 gennaio 2005   |  |  | Sampdoria  |  |  |
| 17 | C | Sofia Testa                  | 5 luglio 2006     |  |  | Roma       |  |  |
| 7  | A | Greta Bellagente             | 7 dicembre 2006   |  |  | Juventus   |  |  |
|    |   |                              |                   |  |  |            |  |  |
| 11 | A | Veronica Bernardi            | 10 luglio 2005    |  |  | Roma       |  |  |
| 20 | A | Anna Longobardi              | 27 aprile 2006    |  |  | Milan      |  |  |
| 9  | A | Ginevra Moretti              | 6 ottobre 2005    |  |  | Juventus   |  |  |
| 14 | A | Giada Pellegrino Cimò        | 7 ottobre 2006    |  |  | Roma       |  |  |
| 18 | A | Monica Renzotti              | 23 febbraio 2005  |  |  | Milan      |  |  |
| 19 | A | Manuela Sciabica             | 19 giugno 2006    |  |  | Sassuolo   |  |  |

## Organico

### Rosa attuale
Lista delle 20 convocate dal selezionatore Nicola Matteucci per gli Europei di categoria, organizzati in Polonia dal 15 al 27 giugno 2025.
|  | P | Elena Belli            | 10 aprile 2006    |  |  | Cesena     |  |  |
|  | P | Emma Mustafic          | 10 novembre 2006  |  |  | Juventus   |  |  |
|  |   |                        |                   |  |  |            |  |  |
|  | D | Carolina Bertora       | 24 gennaio 2007   |  |  | Juventus   |  |  |
|  | D | Martina Cocino         | 27 luglio 2006    |  |  | Juventus   |  |  |
|  | D | Lidia Consolini        | 15 febbraio 2007  |  |  | Inter      |  |  |
|  | D | Azzurra Gallo          | 20 maggio 2006    |  |  | Juventus   |  |  |
|  | D | Emma Lombardi          | 20 settembre 2007 |  |  | Fiorentina |  |  |
|  | D | Elena Cristina Pizzuti | 11 settembre 2006 |  |  | Roma       |  |  |
|  | D | Martina Tosello        | 26 dicembre 2007  |  |  | Juventus   |  |  |
|  |   |                        |                   |  |  |            |  |  |
|  | C | Martina Cherubini      | 23 maggio 2006    |  |  | Roma       |  |  |
|  | C | Maya Cherubini         | 14 maggio 2007    |  |  | Fiorentina |  |  |
|  | C | Paola Fadda            | 5 gennaio 2006    |  |  | Inter      |  |  |
|  | C | Manuela Perselli       | 1º settembre 2006 |  |  | Sassuolo   |  |  |
|  | C | Marta Zamboni          | 5 agosto 2006     |  |  | Juventus   |  |  |
|  |   |                        |                   |  |  |            |  |  |
|  | A | Eleonora Ferraresi     | 7 maggio 2007     |  |  | Juventus   |  |  |
|  | A | Emma Girotto           | 2 febbraio 2006   |  |  | Sassuolo   |  |  |
|  | A | Giada Pellegrino Cimò  | 7 ottobre 2006    |  |  | Sampdoria  |  |  |
|  | A | Manuela Sciabica       | 19 giugno 2006    |  |  | Napoli     |  |  |
|  | A | Carolina Tironi        | 19 luglio 2006    |  |  | Cesena     |  |  |
|  | A | Rosanna Ventriglia     | 13 dicembre 2007  |  |  | Roma       |  |  |

### Staff
Lo staff della nazionale si compone dal commissario tecnico, che allena, convoca e schiera in campo le atlete ed è assistito da un assistente allenatore. Ad aiutare gli allenatori, ci sono il preparatore atletico, il match analyst, il preparatore dei portieri, il capo delegazione, il segretario, i medici, i massofisioterapisti e gli osservatori, che assistono ai match degli avversari.

### Staff tecnico
- Commissario tecnico: Selena Mazzantini
- Assistente allenatore: Mauro Girini
- Preparatore atletico: Vincenzo Piermatteo
- Match Analyst: Luca Dalmasso
- Preparatore dei portieri: Stefano Pergolizzi
- Medici: Andrea Serdoz e Melissa Mazzola
- Fisioterapista: Emiliano Diaferia
- Nutrizionista: Giulia Baroncini
- Segretario: